# Island Harbour
Island Harbour est un district d'Anguilla. Sa population selon le recensement de 2011 était de 988 habitants.

## Démographie
Évolution de la population, :
| 1974 | 1984 | 1992 | 2001 | 2011 |
| ---- | ---- | ---- | ---- | ---- |
| 613  | 672  | 744  | 855  | 988  |